# Hyphasis grandis
Hyphasis grandis es una especie de insecto coleóptero de la familia Chrysomelidae. Fue descrita científicamente en 1993 por Wang in Wang & Yu.